# عماد الحزقي
عماد الحزقي ولد سنة 1968 في تونس العاصمة، هو قاضي وسياسي تونسي، شغل منصب وزير الدفاع الوطني في حكومة إلياس الفخفاخ بين 27 فبراير و2 سبتمبر 2020.كما شغل منصب رئيس هيئة النفاذ إلى المعلومة بين 18 يوليو 2017 و26 فبراير 2020 وهو يترأس حاليا ومنذ 18 ديسمبر 2020 الهيئة العليا للرقابة الإدارية والمالية

## السيرة الذاتية
عماد الحزقي حاصل على شهادة الأستاذية في العلوم القانونية والسياسية والاجتماعية في تونس، وعلى شهادة الدراسات المعمّقة في القانون الدولي من جامعة نانسي، وعلى شهادة الدراسات المعمقة في القانون العام من جامعة باريس 1 في فرنسا. التحق بالمحاماة سنة 1995.ثم بالمحكمة الإدارية في خطة قاض كما شغل منصب مستشار الشؤون الخارجية بين سنتي 1996 و1998، تدرج في مختلف الرتب والوظائف بالمحكمة الإدارية إلى غاية خطة مندوب دولة عام سنو 2016 . انتخب في 18 يوليو 2017 كأول رئيس لهيئة النفاذ للمعلومات من قبل مجلس نواب الشعب. واصل مهامه على رأس الهيئة إلى غاية تعيينه في 27 فيفري 2020 وزيرا للدفاع الوطني في حكومة إلياس الفخفاخ. 

درّس الحزقي لعدة سنوات بالمدرسة الوطنية للإدارة بتونس وبالمعهد الأعلى للقضاء، ونشر العديد من المقالات في مجال القانون العام والقانون الإداري والحقوق الأساسية والحرّيات العامة.
عين في 17 ديسمبر 2020 رئيسا للهيئة العليا للرقابة الإدارية والمالية.